# Gwenpool
Gwenpool, il cui vero nome è Gwendolyn "Gwen" Poole, è un personaggio immaginario dei Marvel Comics. Si tratta di una ragazza del cosiddetto “mondo reale” trasportata nell’universo Marvel, di cui è una grande appassionata. Il suo design fisico è nato dalla fusione di Gwen Stacy con Wade Wilson.
Il personaggio è apparso inizialmente in due storie (una di supporto nella serie Howard il Papero e una one-shot), per poi diventare protagonista di una testata a lei dedicata.

## Cronologia delle pubblicazioni
Nel giugno 2015, in seguito alla popolarità del personaggio di Spider-Gwen, tutti i titoli Marvel hanno iniziato a pubblicare delle copertine alternative con Gwen Stacy reinventata come altri personaggi, come Dottor Strange, Groot e Wolverine. Uno di questi era Deadpool, nella variant cover di Chris Bachalo per Deadpool’s Secret Secret Wars n. 2. Molti fan iniziarono a realizzare cosplay del personaggio nonostante non fosse presente in nessun fumetto e ciò portò l’editore Marvel Jordan White a rivolgersi al fumettista Christopher Hasting e all’editrice Heather Antos affinché creassero una storia su di lei. Il personaggio fu introdotto in una storia di tre numeri di Howard il Papero e successivamente nel one-shot Gwenpool Special n. 1 del 2015. Hasting fu colui che propose che il personaggio fosse consapevole della quarta parete in quanto proveniente da un mondo dove esistono i fumetti. Ciò avrebbe portato il personaggio ad assumere un atteggiamento disinvolto, sfruttando le sue conoscenze per tirarsi fuori dai guai, pur mancando dell’allenamento e dei superpoteri che ci si aspetta da un personaggio Marvel.
L'arco narrativo di Howard il Papero pubblicato dal novembre 2015 al gennaio 2016, è stato disegnato dall'artista brasiliano Danilo Beyruth e lo speciale natalizio, pubblicato a dicembre 2015, è stato disegnato dal team giapponese Gurihiru. Una volta che la Marvel ha deciso di realizzare una serie in corso su Gwenpool (chiamata L'incredibile Gwenpool), a partire dall'aprile 2016, Hastings ha chiesto il ritorno di Gurihiru nel team degli artisti, sotto la supervisione di Antos. La serie solista L'incredibile Gwenpool si è conclusa al numero 25. Gwenpool si sarebbe poi unita alla nuova formazione dei Vendicatori della Costa Ovest nel 2018. Successivamente, il personaggio è apparso nella serie limitata del 2019 Gwenpool colpisce ancora, scritta da Leah Williams e disegnata dall'artista spagnolo David Baldeón, ed è apparso nella serie limitata promozionale 2020-21 MODOK: Head Games di Patton Oswalt e Jordan Blum (con disegni di Scott Hepburn) in un ruolo secondario.

## Biografia

### Origini
Gwendolyn Poole, soprannominata “Gwen”, è una ragazza di diciotto-diciannove anni proveniente dal "mondo reale", grande fan dei fumetti, che utilizza per fuggire dalla sua monotona vita da disoccupata (avendo abbandonato le scuole superiori). Dopo essere giunta nel mondo Marvel, per non essere relegata a una “comparsa”, si diresse da una sarta di supereroi per farsi realizzare un costume. Avendo mal interpretato il nome della ragazza sul modulo, la donna credette che il soprannome di Gwen fosse “Gwenpool” e le fabbricò un costume simile a quello di Deadpool. Successivamente, nel tentativo di tornare alla realtà, Gwen acquisì la capacità di manipolare i confini della quarta parete e così facendo viaggiare nel tempo. Prendendo spunto da un’idea di Kamala Khan, Gwen ebbe modo di convincere l’universo Marvel di essere una mutante, così da entrare nei cancelli di Krakoa.

### Serie solista
La prima apparizione di Gwenpool risale ad Howard il Papero Vol. 6 n. 1, quando mette in atto un piano consistente nel rubare un virus in grado di distruggere l’umanità dalla Gatta Nera per rivenderlo all’Hydra così da guadagnare dei soldi, convinta che i Vendicatori avrebbero semplicemente risolto qualsiasi conseguenza. Quando racconta le sue azioni ad Howard il papero, quest’ultimo la rimprovera spiegandole che i Vendicatori al momento non sono disponibili per salvare la Terra dal virus. In preda ai sensi di colpa, la ragazza fa quindi squadra con lui per recuperare il virus da una base dell'Hydra.
Nel Gwenpool Special del 2015, Gwenpool viene assunta per il suo primo lavoro da mercenario il cui scopo è uccidere un criminale. Dopo aver completato la sua missione, Gwenpool partecipa a una festa di Natale organizzata da She-Hulk, dove la si vede parlare con Ms. Marvel.
In seguito agli eventi di Gwenpool Holiday Special n. 1, Gwenpool diventa una mercenaria a tempo pieno. Mentre cerca di depositare i soldi che ha guadagnato con l’omicidio di Orto, la ragazza ferma una rapina in banca uccidendo tutti i rapinatori tranne Cecil, l’hacker della banda che assume come aiutante contro la sua volontà. Dopo una missione riguardante trafficanti di armi extraterrestri, durante la quale uccide il miglior agente di MODOK e si prende il merito del suo lavoro, MODOK la rintraccia e uccide Cecil per convincerla a lavorare per lui. Gwen si unisce alla squadra d’élite di MODOK, dove le viene impartito un addestramento di base nel combattimento e nelle armi da fuoco da Batroc il Saltatore.
Successivamente, Gwenpool organizza un incontro con il Dottor Strange e gli spiega di provenire da una realtà in cui tutti gli abitanti dell’universo Marvel sono personaggi immaginari dei fumetti. Strange accetta di trasferire la sua storia dal mondo originale di Gwen per creare una falsa storia delle origini per la ragazza nell’universo Marvel, così da farle ottenere un numero di previdenza sociale, la patente di guida e altri documenti essenziali. Ciò consente a MODOK di scoprire la vera storia di Gwen e che lei è solo una ragazza normale, ragion per cui giura di distruggerla per avergli mentito sulle sue credenziali da mercenario. Gwen e MODOK si scontrano in battaglia e lei riesce a sconfiggerlo con l’assistenza di Cecil, divenuto un fantasma.
Con l’eliminazione di MODOK, Gwen diventa la nuova leader della sua organizzazione, ma scopre di essere ricercata dai trafficanti d’armi alieni noti come Teuthidans. Gwen li affronta e sconfigge con una squadra composta da agenti della MODOK e un robot del Dottor Destino ribelle di nome Vincent Doonan, ma nel mentre distrugge la base di MODOK; rimasti senza nulla, Batroc e gli altri decidono di andarsene.
Durante gli eventi di Civil War 2, Gwenpool si trova in Georgia per cercare di ottenere la taglia su un contrabbandiere alieno di nome Chammy, ma finisce per scontrarsi con Rocket Raccoon e Groot e i tre vengono sconfitti da un altro alieno di nome Reeve, che ha messo la taglia su Chammy. Quest’ultimo spiega a Gwen, Rocket e Groot che Reeve è in cerca di una formula con cui neutralizzare temporaneamente i poteri di Capitan Marvel per ucciderla. Inizialmente Gwen si rifiuta di aiutarli ritenendo che Carol Danvers, essendo una dei “personaggi più importanti” della “storia attuale”, non potrebbe essere uccisa “in un fumetto su un albero parlante e un procione”. Tuttavia, dopo essersi imbattuta casualmente in Kitty Pryde, Gwen crede erroneamente che il fumetto in cui si trova sia stato scritto da Brian Michael Bendis, autore di fumetti di grande importanza con una presunta fissazione per Pryde, il quale pertanto avrebbe l’autorità di realizzare l’uccisione di un personaggio come Capitan Marvel. Convintasi che la supereroe sia effettivamente in pericolo, Gwen accompagna Rocket e Groot al Triskelion dove i tre aiutano Chammy a sconfiggere Reeve. Gwen scopre poi che il vero autore del fumetto in cui si trova ha inserito Kitty per indurla ad aiutare gli eroi.
Dopo brevi collaborazioni con i Champions, Blade, Deadpool e il duo composto da Ghost Rider e Kate Bishop, Gwen incontra suo fratello Teddy, il quale la riporta nuovamente nel suo mondo (o in una copia molto simile); qui la ragazza perde i ricordi del tempo che ha trascorso nell’universo Marvel e riprende a condurre una vita normale, ma diventa gradualmente consapevole di essere ancora in un fumetto. Gwen ricomincia quindi a interagire direttamente sulla quarta parete, ad esempio cancellando i muri tra i pannelli o arrampicandosi fuori da essi per guardare tutta la sua vita. In questo modo, la ragazza vede le “pagine extra” del suo Special Holiday, scoprendo che anche Teddy era stato risucchiato nel mondo Marvel finendo per lavorare per Orto. Dopo averla vista uccidere gli scagnozzi di Orto, Teddy si imbatté in versioni alternative di Spider-Man, Vincent Doonan e Terrible Eye, i quali affermarono di provenire da un futuro in cui Gwen è diventata un’enorme minaccia e ha distrutto le loro vite, offrendo al ragazzo la possibilità di tornare a casa con la sorella e sistemare le cose. Preoccupato per la salute mentale di Gwen e scioccato da quanto visto, Teddy accettò. In seguito a tale scoperta, Gwen riacquista i ricordi e il costume, torna nel fumetto e affronta Teddy sulle sue azioni, facendogli notare che i loro “genitori” non sono reali e che loro due non hanno mai davvero lasciato il fumetto.
Terrible Eye rivela di aver creato inavvertitamente una dimensione tascabile dai ricordi dei Poole nel tentativo di rimandarli nel loro mondo e che intrappolare Gwen è ciò che l’ha portata ad acquisire i suoi poteri sulla realtà in primo luogo. Quando Spider-Man narra i futuri crimini commessi dalla versione malvagia di Gwen, quest’ultima viaggia attraverso i pannelli dei flashback per raggiungere l’eroe nel presente. La futura Gwen combatte Spider-Man, Doonan e Terrible Eye, i quali cercano di convincere l’attuale Gwen a unirsi alla loro causa. La Gwenpool del futuro è indebolita dal dubbio della Gwen presente, ma uccide comunque i tre eroi senza alcuno sforzo, spiegando alla sua sé del passato che è diventata cattiva in quanto tutte le sue buone azioni venivano costantemente annullate con il progredire della trama, ragion per cui ha deciso di commettere malvagità affinché potessero sempre cancellate (come l’uccisione di Spider-Man appena commessa). Tuttavia, la Gwen del presente è disgustata all’idea di ferire i personaggi che ama e cancella la sua futura sé dall’esistenza. Successivamente, Gwen e Cecil (ora dotato di un mistico corpo mostruoso) si trasferiscono in un appartamento e, dato che lei ha smesso di uccidere le persone, hackerano dei conti per pagarsi le spese.
Gwen si rende conto che l’universo sta cercando di trasformarla in una cattiva umoristica e decide di impedirlo; per attirare l’attenzione dei Vendicatori, visita Latveria per affrontare il Dottor Destino credendo che sia ancora malvagio, non avendo letto la trama de Il famigerato Iron Man. In seguito, Gwenpool chiede a Doonan dove si trovi il vero Dottor Destino, così da poterlo sconfiggere e dimostrare di essere un eroe famosa. Vincent la conduce da Destino, il quale le spiega di essersi redento, ma lei lo attacca ugualmente liberando una versione malvagia di Destino ancora presente in lui. Dopo aver distrutto il doppelganger cattivo, Destino e Gwen parlano del motivo per cui la ragazza lo ha aggredito e lei ammette che, da quando ha ucciso la sua sé futura, le sue pagine nel fumetto si stanno esaurendo, pertanto ha paura di essere cancellata dall’esistenza. Quando Destino se ne va, la ragazza si chiede se sia destinata a diventare una supercattiva.
Nel capitolo finale di L'incredibile Gwenpool, Gwen riceve una visita da una sé futura che le spiega che, nonostante la sua prima serie di fumetti sia terminata, è destinata a ottenere molto altro successo in futuro. Nell’ultima storia, Gwen chiede aiuto a Strange e ai suoi amici per riportare Cecil alla sua forma umana. Le viene consegnato un orologio che fa il conto alla rovescia delle pagine che restano e lei ne approfitta per vedere vecchi amici, collaborare con nuovi supereroi, salvare Teddy dall’inferno, incontrare le controparti Marvel dei suoi genitori e sconfiggere nuovamente MODOK. In conclusione, la Gwen futura saluta i lettori e torna a inizio capitolo per parlare con la sua sé passata, creando un loop.

### Vendicatori della Costa Ovest
Dopo essersi scontrata con un clone di Squirrel Girl e aver partecipato al funerale di uno Skrull con le fattezze della supereroe, Gwen visita Kate Bishop a Los Angeles prima di essere arruolata come membro dei Vendicatori della Costa Ovest. La ragazza entra subito in conflitto con il membro Kid Omega, con il quale inizia un’improvvisa storia romantica; spiega poi al pubblico di averlo fatto solo perché riteneva che una sottotrama amorosa che la riguardasse le avrebbe concesso un ruolo più importante nella storia, così che ci fossero per lei meno probabilità di morire (aveva preso in considerazione di iniziare una relazione anche con America Chavez). Insieme agli altri Vendicatori, Gwen ferma dei mostri giganti creati da MODOK, adotta un cucciolo di squalo terrestre che chiama Jeff e affronta un’alleanza tra criminali guidati da Madame Masque. Successivamente, durante la Guerra dei Regni, la squadra assiste Otto Octavius nel proteggere San Francisco e Gwen usa la sua prospettiva di lettrice dell’universo Marvel per aiutarlo ad accettare il suo mancato ruolo di protagonista all’evento.

### Gwenpool colpisce ancora (2019)
Dopo aver rotto con Kid Omega e usato gli incontri con Peter Parker, Wade Wilson e i Fantastici Quattro come riempitivi per i suoi primi due numeri, Gwen utilizza una nuova abilità grazie alla quale riesce a creare flashback di eventi mai accaduti (riuscendo in questo modo a manipolare la realtà); così facendo, acquisisce una fortuna da Tony Stark dopo la seconda guerra civile per mettere gli eroi dell’universo Marvel gli uni contro gli altri in una serie di incontri. Dopo che, per errore, è arrivata a impostare un combattimento tra lei e l’Immortale Hulk, Gwen forma una squadra chiamata “GwenHive”, formata da varianti di sé stessa realizzate da diversi autori e artisti. La Gwen principale torna poi nella continuità della storia, portando alla morte della sua sé di Champions. Impossessatisi di Mjolnir con il braccio mozzato di Thor, combatte e sconfigge Hulk, per poi affrontare Kamala Khan nello scontro finale del torneo. Temendo per la sua esistenza nella continuità, ispirandosi a Khan, Gwen usa la sua abilità di retcon per convincere l’universo Marvel di essere una mutante, sperando di poter rimanere nella continuità come residente “mutante” di Krakoa. Al suo arrivo sull’isola, incontra Wolverine e Kid Omega. Successivamente, Gwen evita di partecipare a un tie-in di Fortnite per andare a bere qualcosa con Kwannon, Mistica, Tempesta e Domino. Viene poi assunta dalla scienziata suprema delle A. I. M. Monica Rappaccini per uccidere MODOK e la ragazza esegue ritenendo di aver ricevuto una nuova testata fumettistica, prima di realizzare con disappunto che il criminale sta venendo umanizzato e che lei è solo un’avversaria ospite della sua storia. Gwen entra quindi nella cornice del fumetto per riorganizzarne le pagine, riscrivendo la morte di MODOK affinché quest’ultimo sia solo messo K.O. . In seguito, la ragazza aiuta MODOK a riavvicinarsi ai ricordi della sua famiglia e ottiene in cambio il suo rispetto. Gwen appare con indosso un cosplay a una fan convention e viene vista a Los Angeles per celebrare l’abrogazione della legge di Kamala con Ghost Rider e i Vendicatori della Costa Ovest, lasciando a Kate una tazza con sopra la sua faccia come regalo d’addio.

## Altre versioni

### Venomverse(2017)
In un universo alternativo, una variante di Gwen si fonde con un simbionte Venom dotato di una consapevolezza e una conoscenza media uniche del Multiverso Marvel; viene però uccisa e assorbita dai “Veleni” del Venomverse.

### Deadpool uccide l’universo Marvel ancora
Una versione alternativa di Gwen appare nel terzo numero della miniserie; viene assunta da Moon Knight e dal Punitore per rintracciare delle varianti particolarmente malvagie di Magneto, Teschio Rosso, Abominio e del Dottor Destino, i quali stanno controllando Deadpool per fargli uccidere gli eroi dell’universo Marvel. La ragazza viene apparentemente catturata da Abominio e data per morta da Moon Knight e Punitore. Successivamente, si scopre che è ancora viva e tortura il Riparatore per scoprire come liberare Deadpool dal controllo mentale. La ragazza rimane l’ultima eroe sopravvissuta insieme a Nova; quando anche quest’ultimo viene ucciso, lei si trova a combattere Deadpool per farlo uscire dalla trance. Il mercenario la deride e ferisce a morte, ma Gwenpool riesce nei suoi ultimi istanti a cambiare il controllo mentale di Deadpool per indirizzare la sua furia omicida verso i supercriminali, pregandolo di vendicarsi.

## Poteri e abilità
Inizialmente, Gwenpool era priva di superpoteri; tuttavia, in quanto fan della Marvel dal mondo reale, riusciva a sfruttare le sue conoscenze dell’universo (come le identità segrete di eroi e cattivi); in tal modo, è riuscita ad abbattere l’impero criminale di Gatta Nera e a impedire a Thor di attaccarla. Sa utilizzare la sua consapevolezza della quarta parete a proprio vantaggio, riconoscendo quando i trope dei fumetti le potranno impedire di evitare conseguenze spiacevoli o pericolose per la propria vita, come cadute da grandi altezze senza alcun supporto. Essendo una protagonista, ha una straordinaria fortuna nell’evitare proiettili o aggressioni nemiche.
In seguito, Gwenpool viene addestrata da Batroc nell’utilizzo di armi e nel combattimento corpo a corpo, continuando ad allenarsi anche in seguito per migliorarsi.
Gwenpool è pienamente consapevole di essere in un fumetto e riesce a muoversi attraverso le vignette, manipolando i personaggi, spostandoli nella “cornice” tra i riquadri e individuando i loro punti deboli grazie alle sue conoscenze. In Vendicatori della Costa Ovest, Gwen si accorge di non essere in grado di sfruttare pienamente i suoi poteri di interazione con la quarta parete come nella sua testata, giungendo alla conclusione che ciò faccia parte di un reboot al suo personaggio.
In Gwenpool colpisce ancora, Gwen apprende di aver acquisito il potere di manipolare la realtà come la sua sé malvagia, alterando la storia “evocando” sequenze di flashback da lei decise che diventano automaticamente reali. Ms. Marvel, non credendo all’affermazione che l’universo Marvel sia un fumetto, ipotizza erroneamente che Gwen sia una mutante capace di modificare la realtà e Gwen accetta tale teoria come reale nell’universo Marvel, così da vivere nella nazione mutante di Krakoa senza che la sua presenza venga messa in discussione.

## Personaggi di supporto
- Teddy Poole: Il fratello maggiore di Gwen, anche lui teletrasportato nell’universo Marvel. È meno incline a vedere il mondo come un fumetto e non dimostra nessuno dei poteri di Gwen, ma sembra immune alle capacità della ragazza di alterare la realtà. Resta inorridito nel vedere Gwen uccidere delle persone, ragion per cui collabora con delle versioni future dei supereroi per tornare nel mondo reale con la sorella, nonostante il piano fallisca. In seguito, Gwen e Squirrel Girl salvano Teddy dall’Inferno, dove era torturato da Mefisto e la ragazza esprime la preoccupazione di dimenticarlo con l’avvicinarsi della fine della sua testata. Teddy viene menzionato in Gwenpool colpisce ancora, dove viene fatto intendere che la faccenda non è ancora risolta.
- Signori Poole: Mentre quelli veri sono presumibilmente nel mondo reale, nell’universo Marvel esistono due personaggi identici a loro, inconsapevoli dell’esistenza di Gwen e Teddy.
- Big Ronnie: Una sarta che realizza costumi per i supereroi, realizza l’abito di Gwen e le dà per errore il suo nome supereroistico.
- Cecil: Un giovane hacker reclutato a forza nella banda criminale di suo zio; dopo che Gwen ha ucciso tutti i criminali, risparmia Cecil costringendolo a lavorare per lei. Viene ucciso da MODOK e riportato in vita, prima nel corpo di un mostro e poi di nuovo nel suo.
- Terrible Eye: L’unica donna nella squadra di mercenari messa su da Gwen, indossa una maschera con cui accede misticamente a una conoscenza oltre la comprensione umana; essa però, se indossata troppo a lungo, fa impazzire chi la porta, pertanto deve fare delle lunghe pause. Solitamente lancia incantesimi con le rime. Dopo aver abbandonato il vecchio lavoro, si trasferisce a New York per frequentare una scuola di stregoneria.
- MegaTony: Un ex membro della squadra di Alchimisti di Gwen, che la ragazza ha aiutato ad adattarsi alla vita nella super comunità dopo lo scioglimento del gruppo.
- Batroc il Saltatore: Un criminale che fa da mentore a Gwen, comportandosi con lei in modo gentile e disponibile. L’aiuta a svaligiare un casinò per farle ottenere un sostegno finanziario e la inizia al combattimento fisico e armato.
- Vincent Doonan: Un robot ribelle del Dottor Destino, che ha assunto Gwen dopo la sconfitta di MODOK. Diventa amico di Gwenpool, aiutandola a riportare in vita Cecil.
- Agente Gray: Una poliziotta che cerca più volte di arrestare Gwen, la quale le fa dire il suo nome affinché diventi più di una semplice comparsa e non venga facilmente uccisa. Rispetto agli altri personaggi, sembra credere brevemente all’affermazione di Gwen sul fatto che l’universo Marvel sia un fumetto. In un’occasione, prova a convincere la ragazza a dedicarsi ai servizi per la comunità, ma viene contrastata in quanto l’universo stesso lo impedisce.

## Altri media

### Webserie
- Come promozione per il Venomverse, Gwenpool appare in un episodio della webserie Edge of Venomverse, dove entra in possesso di un simbionte.[42]
- La webserie Marvel TL;DR riassume il primo Gwenpool Holiday Special; il personaggio viene doppiato da Brenna Hines.

### Merchandise
- Come promozione per il film Venom - La furia di Carnage, nel 2017 sono stati realizzati dei Funko Pop basati su Gwenpool e su Gwenpool infettati dal simbionte.[43][44][45][46]

### Videogiochi
- Appare come un personaggio giocabile in Marvel Future Fight .
- Gwenpool è presente in Marvel Puzzle Quest .
- Appare come personaggio giocabile in Marvel Contest of Champions . Durante il gioco, c'è anche una versione antagonista di Gwenpool infusa dai poteri di Hyperion.
- Gwenpool appare in Lego Marvel Super Heroes 2 , doppiata da Becca Stewart. Sostituisce Deadpool come ospite delle missioni bonus e continua ad avere la consapevolezza della quarta parete, poiché la sua introduzione fa notare a Gwen che il suo corpo è ora quello di una minifigure; la missione bonus finale del gioco adatta elementi di Howard il Papero e L’incredibile Gwenpool.
- Gwenpool è presente in primo piano nel gioco di carte per dispositivi mobili Marvel Duel. La modalità storia del gioco si concentra su Gwenpool, la quale lavora con diversi eroi per riavere il loro equipaggiamento dopo che è stato rubato dalla sua sé malvagia del futuro.

### Altro
- In varie serie animate come Marvel Rising e Spidey e i suoi fantastici amici, l'identità civile di Ghost-Spider, Gwen Stacy, ha i capelli biondi parzialmente tinti di rosa come Gwenpool. Quest'ultima è stata confermata come fonte di ispirazione per il design del personaggio di Gwen Stacy.
- Parte dell'aspetto fisico di Gwenpool è stato anche riadattato per il personaggio di Gwen Stacy / Donna Ragno nel film d'animazione del 2023 Spider-Man: Across the Spider-Verse.
- La capacità di Gwenpool sotto il controllo di Venom di accedere a una mente alveare tra simbionti attraverso vari universi è stata utilizzata anche per il Venom dell'SSU, a cui fa riferimento nella scena post-credit di La furia di Carnage mentre parla con Eddie Brock prima di essere trasportati nell'MCU.
- Nel settembre 2021, Seth Green, il doppiatore di Howard il papero nell'MCU, ha espresso interesse per un'eventuale apparizione di Gwenpool nei futuri episodi di What If...? o una potenziale serie spin-off di Howard il papero.[47][48]
- La co-creatrice di Gwenpool, Heather Antos, ha espresso interesse per una serie crossover tra il personaggio e la dottoressa Aphra (un altro personaggio Marvel che aveva co-creato per la serie di fumetti di Guerre stellari della Marvel Star Wars: Dart Fener e il suo spin-off Star Wars: Dottoressa Aphra), nella quale il duo sarebbe raffigurato come due migliori amiche; ha anche commissionato delle fan art dei personaggi insieme, e della stessa Gwenpool in una versione di Guerre stellari con in mano una spada laser.